# 翅拳师螳属
翅拳师螳属（学名：Entelloptera），也称为翅恩泰拉螳属，为色翅螳科的一个属。

## 下属物种
本属包括以下物种：
- 柔氏翅恩泰拉螳 Entelloptera rogenhoferi Saussure, 1872